# Protaetia opaca
Protaetia opaca är en skalbaggsart som beskrevs av Fabricius 1787. Protaetia opaca ingår i släktet Protaetia och familjen Cetoniidae. Inga underarter finns listade i Catalogue of Life.

## Bildgalleri

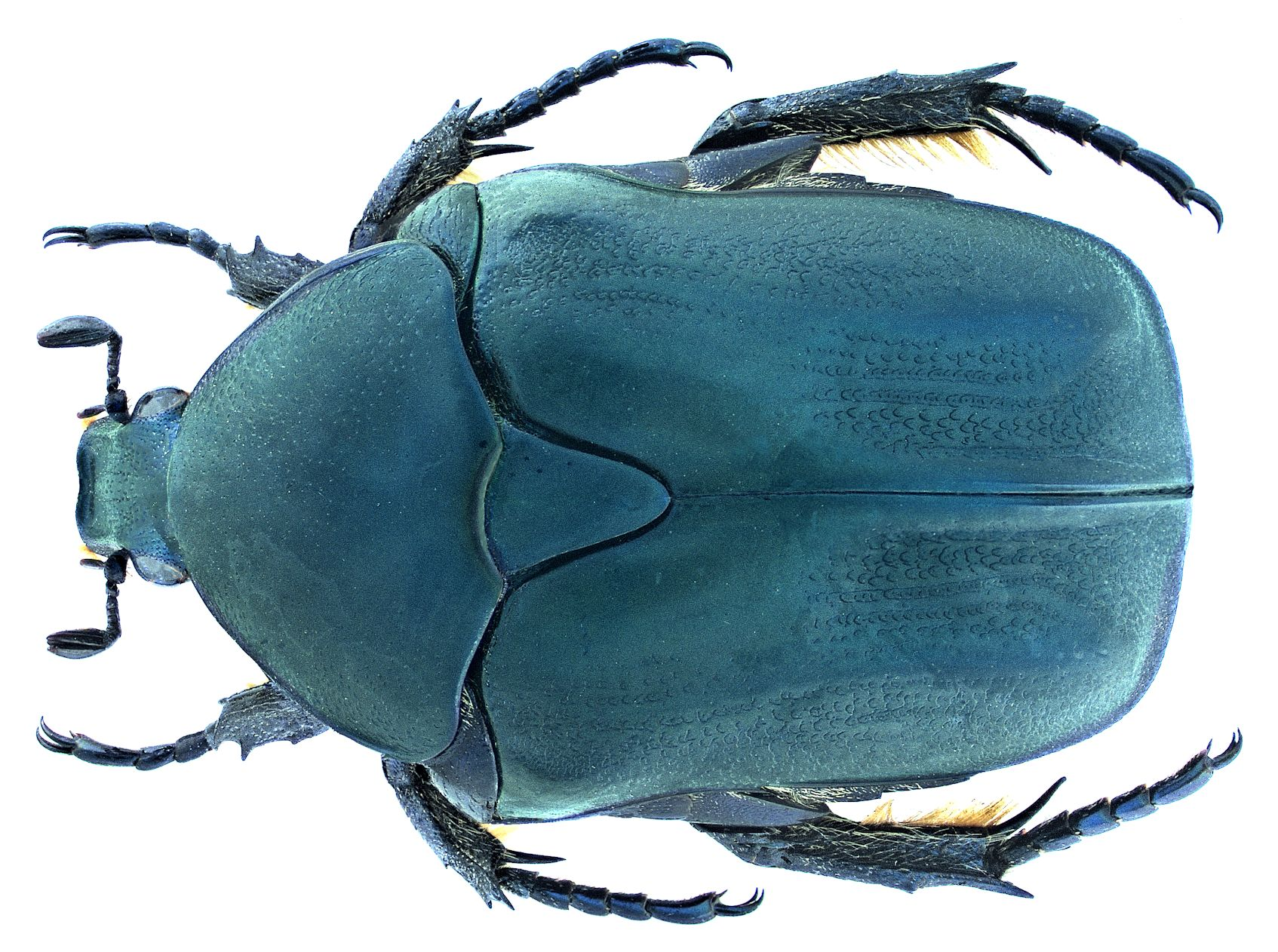